# Anna Maria Ferrero
Anna Maria Ferrero, född Anna Maria Isabella Francesca Guerra 18 februari 1935 i Rom, död 25 februari 2018 i Versailles, Île-de-France, var en italiensk skådespelerska.

## Roller i urval
- 1953 – Febbre di vivere
- 1953 – Napoletani a Milano
- 1953 – Under eviga toner
- 1956 – Krig och fred
- 1959 – Den hårda natten
- 1960 – Austerlitz
- 1961 – I krigets spår
- 1961 – Nattens sabotörer
- 1962 – Neapel - ockuperad stad